# Industria de la seda en China

El proceso de fabricación de seda de la sericultura por Liang Kai, dinastía Song del Sur, c. siglo XIII

China es el mayor productor de seda del mundo. La gran mayoría de la seda china procede de los gusanos de seda de la morera (Bombyx mori). Durante la fase larvaria de su ciclo vital, los insectos se alimentan de las hojas de las moreras. La producción de capullos de gusanos de seda que no son de morera en China se centra principalmente en la seda silvestre de la polilla china Tussah (Antheraea spp.). Esta polilla se alimenta normalmente de árboles (por ejemplo, robles) y sus larvas hilan un filamento más grueso, plano y amarillento que las polillas de la seda de la morera.
En 2005, China representaba el 74% de la producción mundial de seda cruda y el 90% del mercado mundial de exportación.

## Planes industriales

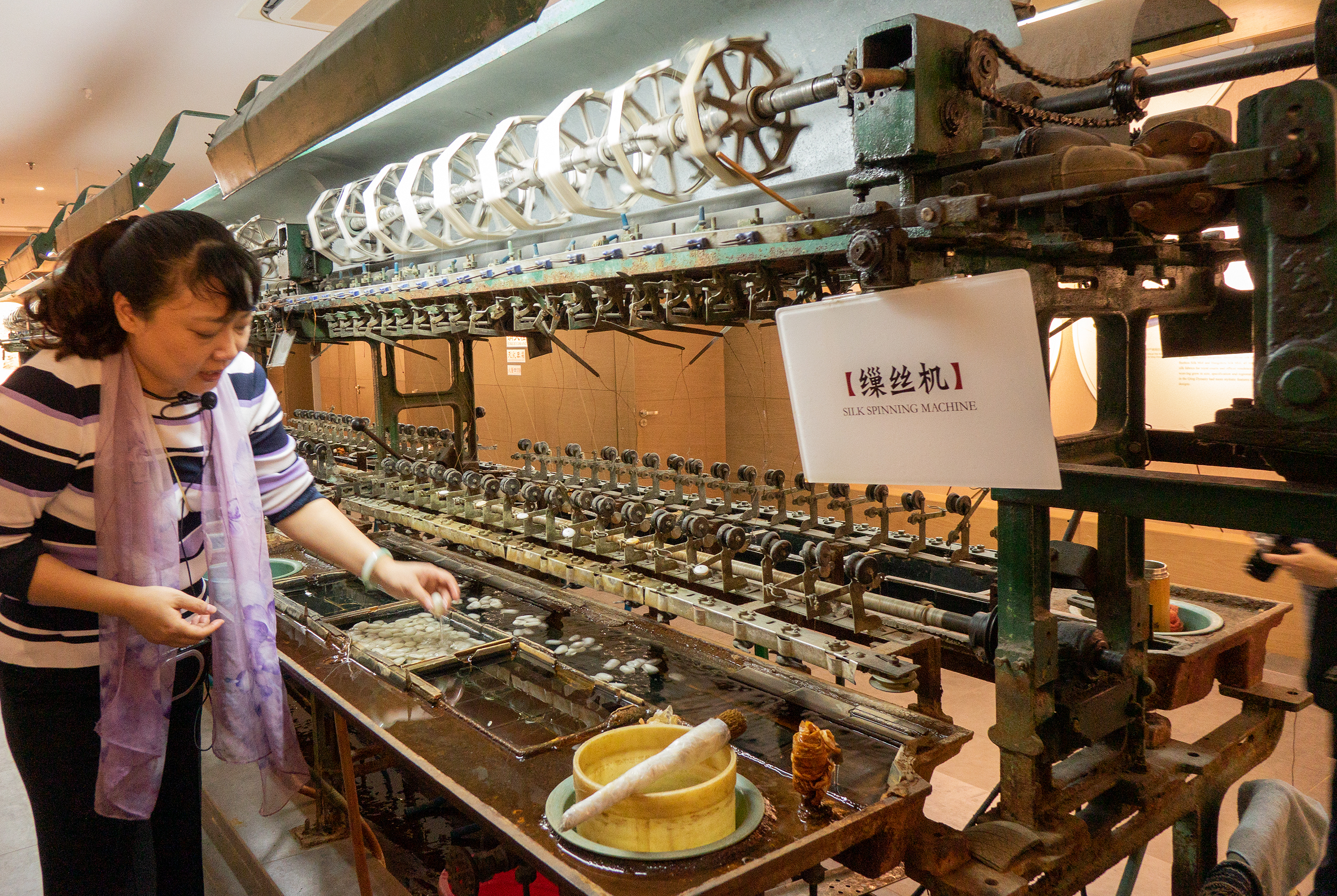
Fábrica de hilado de seda, Suzhou, China

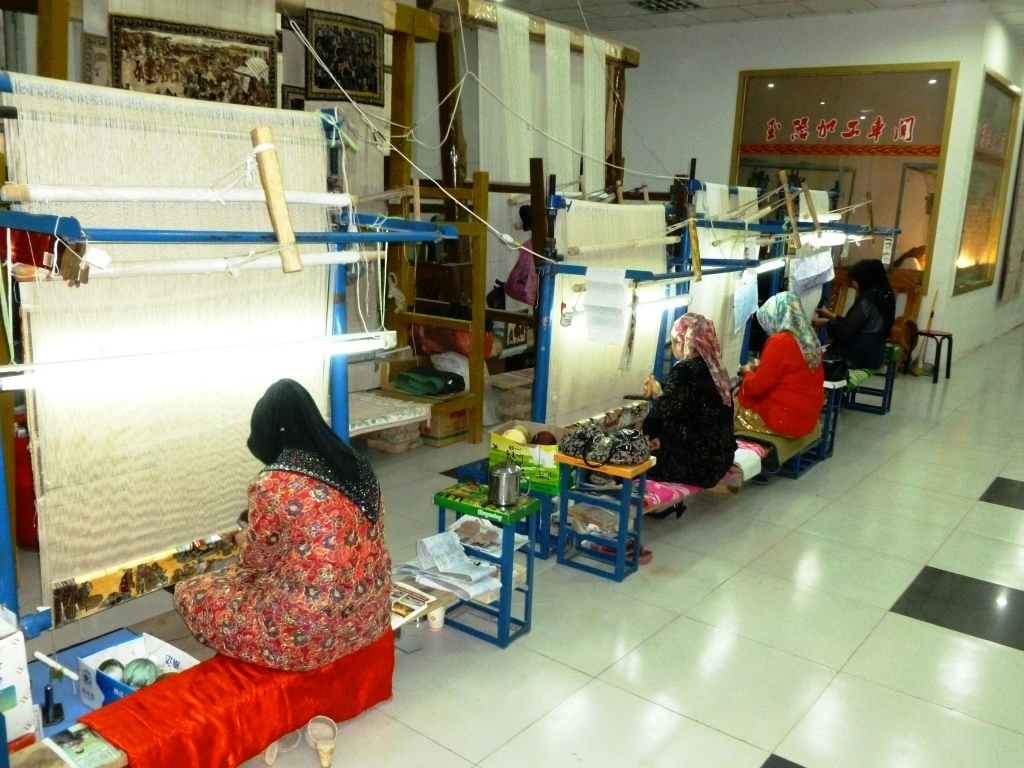
Mujeres tejiendo seda, Kasgar.

Los gobiernos locales han introducido y promueven el desarrollo de nuevas instalaciones que se espera que traigan la última maquinaria de fabricación de seda de alta gama que elevará tanto la calidad como la cantidad de la seda que se produce en China. Se estima que se producirá un aumento significativo de los ingresos a medida que sus nuevas instalaciones aporten una mayor capacidad de producción y mercadeo.
Hay una serie de beneficios materiales preferentes. Estos incentivos gubernamentales incluyen exenciones de la política de suelo, exenciones fiscales, priorización de proyectos (prioridad en la revisión y aprobación de las solicitudes) y descuentos energéticos (tras la aprobación, la empresa puede recibir descuentos en las tasas relacionadas con el agua, la electricidad, el gas, entre otros).

## Geografía
A diferencia de la costa este de China, donde la industria de la seda hace más hincapié en el reprocesamiento de la seda, los sectores occidentales se centran más en la producción de seda cruda debido a sus condiciones naturales de clima y suelo, sobre todo en las zonas de Chongqing y Yunnan. Además, el coste de la tierra y de la mano de obra está aumentando en la costa este, por lo que el negocio se está desplazando hacia el oeste. Gracias a las políticas preferenciales del gobierno, la industria de la seda de Chongqing ha experimentado un importante desarrollo.

## Inversión extranjera
La inversión extranjera ha contribuido al desarrollo de la industria de la seda. La inversión extranjera ha optimizado la estructura de las empresas locales de la seda y ha aportado nuevas tecnologías.